# فرودگاه مایلز سیتی
فرودگاه مایلز سیتی (به انگلیسی: Miles City Airport) (به زبان بومی: Frank Wiley Field) یک فرودگاه همگانی بهره‌برداری هوایی با کد یاتا MLS است که یک باند فرود آسفالت دارد و طول باند آن ۱۷۱۴ متر است. این فرودگاه در کشور ایالات متحده آمریکا قرار دارد و در ارتفاع ۸۰۲ متری از سطح دریا واقع شده‌است.